# Juan de Lanuza y Garabito
Juan de Lanuza y Garabito (¿? — 1507) fue un noble aragonés de la Casa de Lanuza. Como muchos miembros de dicha casa, ocupó el cargo de Justicia de Aragón (1479 y 1498) entre otros oficios de la administración de la Corona de Aragón.

## Vida
Juan era el hijo menor de Ferrer de Lanuza I y su esposa Inés de Garabito y Lanuza. Era por tanto hermano de Martín de Lanuza, señor de Plasencia, y Ferrer de Lanuza II, señor de Azaila, así como señor por herencia de Escuer, Arguisal e Isún de Basa. Sucedió a su padre en el cargo de Justicia de Aragón (1479-98), dando comienzo a una larga tradición de Lanuzas en el justiciazgo aragonés. 
El cargo se convirtió de facto en hereditario pues como dice Jerónimo de Blancas:

cuando apenas le apuntaba el bozo, tomó posesión de la dignidad, que como en herencia, le había dejado su padre
Jerónimo de Blancas

Hombre de confianza del rey fue, además de Justicia, Lugarteniente General del Reino de Valencia (1492-93), Lugarteniente General de Cataluña (1493-95) y Virrey de Sicilia (1495-1498). 
Ejerció como Justicia hasta el año 1497, cuando renunció en favor de su hijo y heredero, Juan de Lanuza y Pimentel, para dedicarse plenamente a las labores de gobierno en nombre del Rey Católico.
O él o su hijo construyeron la Casa-Palacio del Barón de Guia-Real, en Pastriz, Zaragoza como finca de recreo y en cuya fachada se encuentran los escudos de los Lanuza y Rocabertí.

## Matrimonio y descendencia
Casó con Beatriz de Pimentel, con quien tuvo a su sucesor Juan de Lanuza y Pimentel.